# Kevin Czuczman
Kevin Czuczman, född 9 januari 1991, är en kanadensisk professionell ishockeyback som är kontrakterad till Pittsburgh Penguins i National Hockey League (NHL) och spelar för deras primära samarbetspartner Wilkes-Barre/Scranton Penguins i American Hockey League (AHL). Han har tidigare spelat för New York Islanders i NHL och på lägre nivåer för Bridgeport Sound Tigers och Manitoba Moose i AHL, Florida Everblades i ECHL och Lake Superior State Lakers (Lake Superior State University) i NCAA.
Czuczman blev aldrig draftad.

## Statistik
| 2007–2008   | Owen Sound Greys               | MWJHL       | 2   | 0  | 0  | 0  | 0   | —  | — | — | — | —  |
| 2008–2009   | Listowel Cyclones              | GOJHL       | 2   | 0  | 0  | 0  | 0   | —  | — | — | — | —  |
|             | Walkerton Hawks                | WOJCHL      | 35  | 3  | 20 | 23 | 49  | 10 | 2 | 3 | 5 | 4  |
| 2009–2010   | Waterloo Siskins               | GOJHL       | 51  | 2  | 23 | 25 | 84  | 10 | 1 | 1 | 2 | 15 |
| 2010–2011   | Newmarket Hurricanes           | OJHL        | 47  | 4  | 19 | 23 | 40  | 10 | 1 | 3 | 4 | 13 |
| 2011–2012   | Lake Superior State Lakers     | NCAA        | 40  | 2  | 11 | 13 | 26  | —  | — | — | — | —  |
| 2012–2013   | Lake Superior State Lakers     | NCAA        | 38  | 2  | 9  | 11 | 42  | —  | — | — | — | —  |
| 2013–2014   | New York Islanders             | NHL         | 13  | 0  | 2  | 2  | 14  | —  | — | — | — | —  |
|             | Lake Superior State Lakers     | NCAA        | 36  | 10 | 11 | 21 | 73  | —  | — | — | — | —  |
| 2014–2015   | Bridgeport Sound Tigers        | AHL         | 50  | 1  | 6  | 7  | 56  | —  | — | — | — | —  |
|             | Florida Everblades             | ECHL        | 9   | 1  | 0  | 1  | 4   | 12 | 0 | 0 | 0 | 6  |
| 2015–2016   | Bridgeport Sound Tigers        | AHL         | 74  | 4  | 11 | 15 | 96  | 3  | 0 | 0 | 0 | 0  |
| 2016–2017   | Manitoba Moose                 | AHL         | 76  | 9  | 23 | 32 | 48  | —  | — | — | — | —  |
| 2017–2018   | Wilkes-Barre/Scranton Penguins | AHL         | 71  | 4  | 31 | 35 | 48  | 2  | 0 | 0 | 0 | 2  |
| NHL totalt  | NHL totalt                     | NHL totalt  | 13  | 0  | 2  | 2  | 14  | —  | — | — | — | —  |
| AHL totalt  | AHL totalt                     | AHL totalt  | 271 | 18 | 71 | 89 | 247 | 5  | 0 | 0 | 0 | 2  |
| NCAA totalt | NCAA totalt                    | NCAA totalt | 114 | 14 | 31 | 45 | 141 | —  | — | — | — | —  |